# Cerithiopsis greenii
Cerithiopsis greenii är en snäckart som först beskrevs av C. B. Adams 1839.  Cerithiopsis greenii ingår i släktet Cerithiopsis och familjen Cerithiopsidae. Inga underarter finns listade i Catalogue of Life.